# Пек (Ајдахо)
Пек (енгл. Peck) град је у америчкој савезној држави Ајдахо.

## Демографија
По попису из 2010. године број становника је 197, што је 11 (5,9%) становника више него 2000. године.
| Група             | 2000.       | 2010.       |
| Белци             | 183 (98,4%) | 187 (94,9%) |
| Афроамериканци    | 0 (0,0%)    | 0 (0,0%)    |
| Азијати           | 0 (0,0%)    | 0 (0,0%)    |
| Хиспаноамериканци | 0 (0,0%)    | 1 (0,5%)    |
| Укупно            | 186         | 197         |